# Кучешки живот 2
„Кучешки живот 2“ (на английски: A Dog's Journey) е американско семеен трагикомичен филм от 2019 година, режисиран от Гейл Манкусо, по сценарий на Уилям Брус Камерън, Мая Форбс, Катрин Мишон и Уолъс Уолодарски. Филмът е базиран по едноименния роман през 2012 г. на Уилям Брус Камерън и е продължение на „Кучешки живот“ през 2017 г. Във филма участват Джош Гад, Денис Куейд, Марг Хелгенбъргър, Бети Гиплин, Катрин Прескот и Хенри Лу.
Филмът е копродукция между Amblin Entertainment, Reliance Entertainment, Walden Media, Alibaba Pictures и е пуснат по кината на Universal Pictures на 17 май 2019 г.

## Актьорски състав
| Роля                          | Изпълнител        |
| ----------------------------- | ----------------- |
| Бейли Моли Голямото куче Макс | Джош Гад          |
| Итън Монтгомъри               | Денис Куейд       |
| Хана Монтгомъри               | Марг Хелгенбъргър |
| Глория Мичъл                  | Бети Гиплин       |
| Си Джей Мичъл                 | Катрин Прескот    |
| Трент                         | Хенри Лу          |
| Шейн                          | Джейк Менли       |
| Хенри Монтгомъри              | Джони Галеки      |

## В България
В България филмът е разпространен по кината на 7 юни 2019 г. с български нахсинхронен дублаж, записан в студио „Александра Аудио“. В него участва Петър Байков, който озвучава Трент.
На 30 декември 2020 г. филмът е излъчен по NOVA в 20:00 ч. с войсоувър дублаж. Екипът се състои от:
| Озвучаващи артисти  | Ася Братанова Йорданка Илова Стефан Сърчаджиев-Съра Владимир Колев Димитър Иванчев |
| Преводач            | Ирина Ценкова                                                                      |
| Тонрежисьор         | Стефан Дучев                                                                       |
| Режисьор на дублажа | Димитър Кръстев                                                                    |